# Palazzo Fiorentino
Il Palazzo Fiorentino  è stato un palazzo della città di Messina, opera di Filippo Juvarra, danneggiato dal terremoto del 1908.

## Architettura
Successivamente restaurato, venne danneggiato dai bombardamenti anglo-americani del 1943. Rimasto al suo posto fino alla fine degli anni '50, è stato distrutto dalla speculazione edilizia del dopo guerra. Si trovava all'angolo orientale tra via Cardines e via I Settembre.

## Profilo e storia dell'Architettura
Il palazzo è stato ornato in superficie con lieve risalto di piani a contorno sinuoso sotto le finestre e stemmi sulle ultime cornici.